# Giải Booker
Giải Booker, trước đây là Giải thưởng Văn học Booker (1969–2001) và Giải Man Booker (2002–2019), là một giải thưởng văn học danh giá, hàng năm được trao cho một tác phẩm văn học dài viết bằng tiếng Anh, ngoài ra tác phẩm này cũng cần được xuất bản ở Anh Quốc và/hoặc Ireland. Những người giành được Giải Booker sẽ nhận được 50.000 bảng Anh, cùng với sự quảng bá rộng rãi tác phẩm trên thị trường quốc tế (thường dẫn đến hiện tượng doanh thu tăng vọt). Khi giải thưởng này được thành lập, chỉ có những cuốn tiểu thuyết được viết bởi công dân Khối Thịnh vượng chung, Ireland và Nam Phi (sau này có thêm Zimbabwe) mới có thể nhận giải; vào năm 2014, điều kiện nhận giải đã mở rộng tới phạm vi tất cả những cuốn tiểu thuyết được viết bằng tiếng Anh.
Một hội đồng năm người bao gồm các tác giả, người xuất bản và nhà báo, cũng như là các chính trị gia, diễn viên, họa sĩ và nhà sĩ, sẽ được Quỹ Giải Booker chỉ định hàng năm để chọn ra tác phẩm nhận giải. Tính tới năm 2015, giám đốc điều hành của Quỹ Giải Booker là Gaby Wood.
Ngoài ra, Giải Booker còn có một giải thưởng bổ sung, chính là Giải Booker Quốc tế. Giải thưởng này được trao cho các tác phẩm được dịch sang tiếng Anh và được xuất bản tại Anh Quốc hoặc Ireland. Không giống như Giải Booker, các tuyển tập truyện ngắn vẫn có tư cách để nhận Giải Booker Quốc tế. Số tiền thưởng 50.000 bảng Anh được chia đều cho tác giả và dịch giả của cuốn tiểu thuyết nhận giải.

## Lịch sử
Giải thưởng có tên ban đầu là Giải Booker-McConnell (Booker-McConnell Prize), lấy theo tên Booker-McConnell - công ty tài trợ cho giải thưởng từ khi nó ra đời năm 1968. Từ năm 2002, cùng với việc quyền quản lý giải thưởng thuộc về Quỹ Giải Booker (Booker Prize Foundation), tên chính thức của giải thưởng cũng được chuyển thành Giải Man Booker, trong đó Man là tên của Man Group, công ty tài trợ mới của giải. Ban đầu giá trị giải thưởng mỗi năm là 21.000 bảng Anh, sau được tăng lên 50.000 bảng kể từ năm 2002.
Năm 1993, từ 25 tác phẩm giành giải Booker đầu tiên, ban giám khảo đã chọn tiểu thuyết Midnight's Children của nhà văn Salman Rushdie (giải Booker 1981) là tiểu thuyết hay nhất trong 25 năm của giải Booker, tác phẩm này được trao Giải Booker of Bookers (Booker of Bookers Prize). Năm 2008 một giải thưởng tương tự được trao cho tác phẩm hay nhất trong 40 năm của giải Booker, giải lần này có tên Booker hay nhất (The Best of the Booker) và Midnight's Children của Salman Rushdie một lần nữa lại là tác phẩm chiến thắng.
Từ năm 2005, Quỹ Giải Booker cũng thành lập Giải Man Booker quốc tế để mở rộng diện tác giả ra toàn thế giới.

## Quá trình xét giải
Quá trình lựa chọn danh sách rút gọn (shortlist) và tác phẩm hay nhất cho Giải Booker được thực hiện bởi ban cố vấn gồm một nhà văn, hai nhà biên tập, một nhà quản lý văn học, một nhà kinh doanh sách, một nhà quản lý thư viện và một chủ tịch (do Quỹ Giải Booker lựa chọn). Ban cố vấn này sẽ chọn ra một ban giám khảo gồm 5 người bao gồm các nhà phê bình, nhà văn, học giả có tiếng, ban giám khảo sẽ chịu trách nhiệm chọn ra cuốn sách giành Giải Booker năm đó. Thành phần ban giám khảo Giải Booker thay đổi theo từng năm.
Trong 35 năm đầu tiên, chỉ có 5 năm là danh sách tác phẩm rút gọn có ít hơn 6 tiểu thuyết và 2 năm (1980, 1981) danh sách này có 7 tiểu thuyết. Tổng cộng đã có 201 tác phẩm của 134 tác giả từng lọt vào danh sách rút gọn trong 35 năm Giải Booker. Có 19 tác giả từng có 2 tác phẩm lọt vào danh sách rút gọn, trong đó duy nhất có J. M. Coetzee từng chiến thắng trong cả hai lần. Các nhà văn có quốc tịch Vương quốc Liên hiệp Anh và Bắc Ireland là những người giành nhiều Giải Booker nhất, 24 giải, tiếp đó là các nhà văn quốc tịch Úc (6 giải) và Cộng hòa Ireland (4 giải).

## Tác phẩm giành giải Booker
| Năm  | Tác giả                           | Quốc gia                     | Tác phẩm                                                          |
| ---- | --------------------------------- | ---------------------------- | ----------------------------------------------------------------- |
| 1969 | P. H. Newby                       | Anh Quốc                     | Something to Answer For                                           |
| 1970 | Bernice Rubens                    | Anh Quốc                     | The Elected Member                                                |
| 1971 | V. S. Naipaul                     | Trinidad và Tobago/ Anh Quốc | In a Free State (Ở xứ Tự Do)                                      |
| 1972 | John Berger                       | Anh Quốc                     | G.                                                                |
| 1973 | J. G. Farrell                     | Anh Quốc                     | The Siege of Krishnapur                                           |
| 1974 | Nadine Gordimer Stanley Middleton | Nam Phi · Anh Quốc           | The Conservationist Holiday                                       |
| 1975 | Ruth Prawer Jhabvala              | Anh Quốc/ Đức                | Heat and Dust                                                     |
| 1976 | David Storey                      | Anh Quốc                     | Saville                                                           |
| 1977 | Paul Scott                        | Anh Quốc                     | Staying On                                                        |
| 1978 | Iris Murdoch                      | Ireland/ Anh Quốc            | The Sea, the Sea                                                  |
| 1979 | Penelope Fitzgerald               | Anh Quốc                     | Offshore                                                          |
| 1980 | William Golding                   | Anh Quốc                     | Rites of Passage                                                  |
| 1981 | Salman Rushdie                    | Anh Quốc/ Ấn Độ              | Midnight's Children (Những Đứa Con Của Nửa Đêm)                   |
| 1982 | Thomas Keneally                   | Úc                           | Schindler's Ark (Danh Sách Của Schindler)                         |
| 1983 | J. M. Coetzee                     | Nam Phi/ Úc                  | Life & Times of Michael K (Cuộc Đời và Thời Đại của Michael K)    |
| 1984 | Anita Brookner                    | Anh Quốc                     | Hotel du Lac                                                      |
| 1985 | Keri Hulme                        | New Zealand                  | the bone people                                                   |
| 1986 | Kingsley Amis                     | Anh Quốc                     | The Old Devils                                                    |
| 1987 | Penelope Lively                   | Anh Quốc                     | Moon Tiger                                                        |
| 1988 | Peter Carey                       | Úc                           | Oscar and Lucinda                                                 |
| 1989 | Kazuo Ishiguro                    | Anh Quốc/ Nhật Bản           | The Remains of the Day (Tàn ngày để lại)                          |
| 1990 | A. S. Byatt                       | Anh Quốc                     | Possession: A Romance                                             |
| 1991 | Ben Okri                          | Nigeria                      | The Famished Road (Con Đường Đói Khổ)                             |
| 1992 | Michael Ondaatje Barry Unsworth   | Sri Lanka/ Canada · Anh Quốc | The English Patient Sacred Hunger (Bệnh Nhân Người Anh)           |
| 1993 | Roddy Doyle                       | Ireland                      | Paddy Clarke Ha Ha Ha                                             |
| 1994 | James Kelman                      | Anh Quốc                     | How Late It Was, How Late                                         |
| 1995 | Pat Barker                        | Anh Quốc                     | The Ghost Road                                                    |
| 1996 | Graham Swift                      | Anh Quốc                     | Last Orders                                                       |
| 1997 | Arundhati Roy                     | Ấn Độ                        | The God of Small Things                                           |
| 1998 | Ian McEwan                        | Anh Quốc                     | Amsterdam                                                         |
| 1999 | J. M. Coetzee                     | Nam Phi/ Úc                  | Disgrace                                                          |
| 2000 | Margaret Atwood                   | Canada                       | The Blind Assassin (Tay Sát Thủ Mù)                               |
| 2001 | Peter Carey                       | Úc                           | True History of the Kelly Gang                                    |
| 2002 | Yann Martel                       | Canada                       | Cuộc đời của Pi (Life of Pi)                                      |
| 2003 | DBC Pierre                        | Úc/ México                   | Vernon God Little                                                 |
| 2004 | Alan Hollinghurst                 | Anh Quốc                     | The Line of Beauty                                                |
| 2005 | John Banville                     | Ireland                      | Biển (The Sea)                                                    |
| 2006 | Kiran Desai                       | Ấn Độ                        | The Inheritance of Loss (Di Sản Của Mất Mát)                      |
| 2007 | Anne Enright                      | Ireland                      | The Gathering (Họp Mặt)                                           |
| 2008 | Aravind Adiga                     | Ấn Độ                        | The White Tiger Cọp Trắng (Nhà xuất bản Trẻ và DT BOOKS ấn hành). |
| 2009 | Hilary Mantel                     | Anh Quốc                     | Wolf Hall (Lâu Đài Sói)                                           |
| 2010 | Howard Jacobson                   | Anh Quốc                     | The Finkler Question                                              |
| 2011 | Julian Barnes                     | Anh Quốc                     | The Sense of an Ending (Nghe Mùi Kết Thúc)                        |
| 2012 | Hilary Mantel                     | Anh Quốc                     | Bring Up the Bodies                                               |
| 2013 | Eleanor Catton                    | New Zealand                  | The Luminaries                                                    |
|      |                                   |                              |                                                                   |